# KB-6 Papagał
KB-6 Papagał (bułg. Papuga) – bułgarski samolot rozpoznawczo-bombowy, będący zmodyfikowaną, licencyjną wersją włoskiego samolotu Caproni Ca.309 Ghibli.
W drugiej połowie lat 30. XX w. bułgarskie lotnictwo wojskowe stanęło przed koniecznością zmodernizowania parku maszynowego. Istniała duża potrzeba zastąpienia przestarzałych samolotów, powstałych jeszcze w latach 20. nowszymi konstrukcjami. W 1938 zadecydowano o podjęciu licencyjnej produkcji lekkiego samolotu bombowego Ca.309 Ghibli, który miał uzupełnić eskadry, dysponujące samolotami Do 11 oraz Bloch MB.200. 
Produkcji podjęła się firma KB (skrót od Капрони Български - Bułgarskie Caproni). W stosunku do pierwotnej konstrukcji wprowadzono pewne zmiany: zainstalowano sprzęt fotograficzny, dostosowując samolot do celów rozpoznawczych; zmieniono przód kadłuba nieco go wydłużając, usunięto owiewki na koła oraz przekonstruowano usterzenie. Pierwotnie stosowane w Ca.309 silniki rzędowe Alfa Romeo 115-II zastąpione zostały dysponującymi większą mocą silnikami w układzie odwróconego "V" Argus AS-10C. 
Samolot został zbudowany w liczbie 24 egzemplarzy, jako pierwszy dwusilnikowy samolot produkowany w Bułgarii. Pierwotnie stosowano oznaczenie KB-309, które następnie zostało zamienione na KB-6.
Samolot KB-6 wykorzystywany był do zadań rozpoznawczych, a także jako lekki samolot transportowy i ze względu na łatwość pilotażu - jako samolot szkolno-treningowy. Został wycofany z użytku w 1946 roku.